# Герб Єревана
Герб Єревана — офіційний геральдичний символ міста Єревана, столиці Вірменії.

## Опис та символізм
Герб Єревана є геральдичним щитом французької форми, забарвленим бронзово-абрикосовим кольором. Щит оточено тонким контуром блакитного кольору.
Центральною та єдиною фігурою герба є зображений блакитними лініями «Цар-лев Ерібуні», який іде. Він символізує владу (такий лев часто розміщувався на родових гербах князів Вірменії). Права передня лапа тварини тримає скіпетр, який уособлює владу. На грудях лева розміщено круглу емблему, на якій символічно зображено гору Арарат і знак, що означає вічність. Над головою лева розміщено корону, зображену у вигляді так званого дерева життя — символу, що з давніх часів уособлює вічність.
У нижній частині герба розміщено смугу синього кольору, на якій золотими літерами накреслено назву міста вірменською.
Міський герб було офіційно затверджено 1995 року.